# Indústria del moble
Processos de transformació de la fusta per a la fabricació de mobles.
Les matèria primera és la fusta obtinguda dels arbres a través de la tala i desbrancatge.
La fusta s'utilitza com a combustible i en la construcció i és fonamental per fer paper i cartró.
Classificació de les fustes:
- Fustes toves: són arbres de fulla perenne, com el pi.
- Fustes dures: són d'arbres de fulla caduca, com el roure.

Els materials transformants són els taulons de fusta realitzats a través del trossejament de les fustes i posterior assecament. Aquests, s'utilitzaran per a la fabricació de mobles.
A l'actualitat s'utilitzen taulers artificials: barreja de fusta amb pega i fibres. Són més econòmics i més resistents que la fusta. Tipus:
- Contraplacats: formats per capes fines de fusta molt resistents, variant l'angle a 90°.
- Aglomerats: encenalls de fusta encolats amb resines i premsats.
- Premsats: fibres de fusta premsades en sec i unides mitjançant resina sintètica.

A partir dels taulers es poden dissenyar tota mena de mobles i objectes per a la llar. 
El procés de fabricació de mobles es duu a terme a les fusteries. Moltes acostumen a fabricar per peces per elaborar mobles ajustats a les peculiaritats de cada casa.